# 酒井忠経

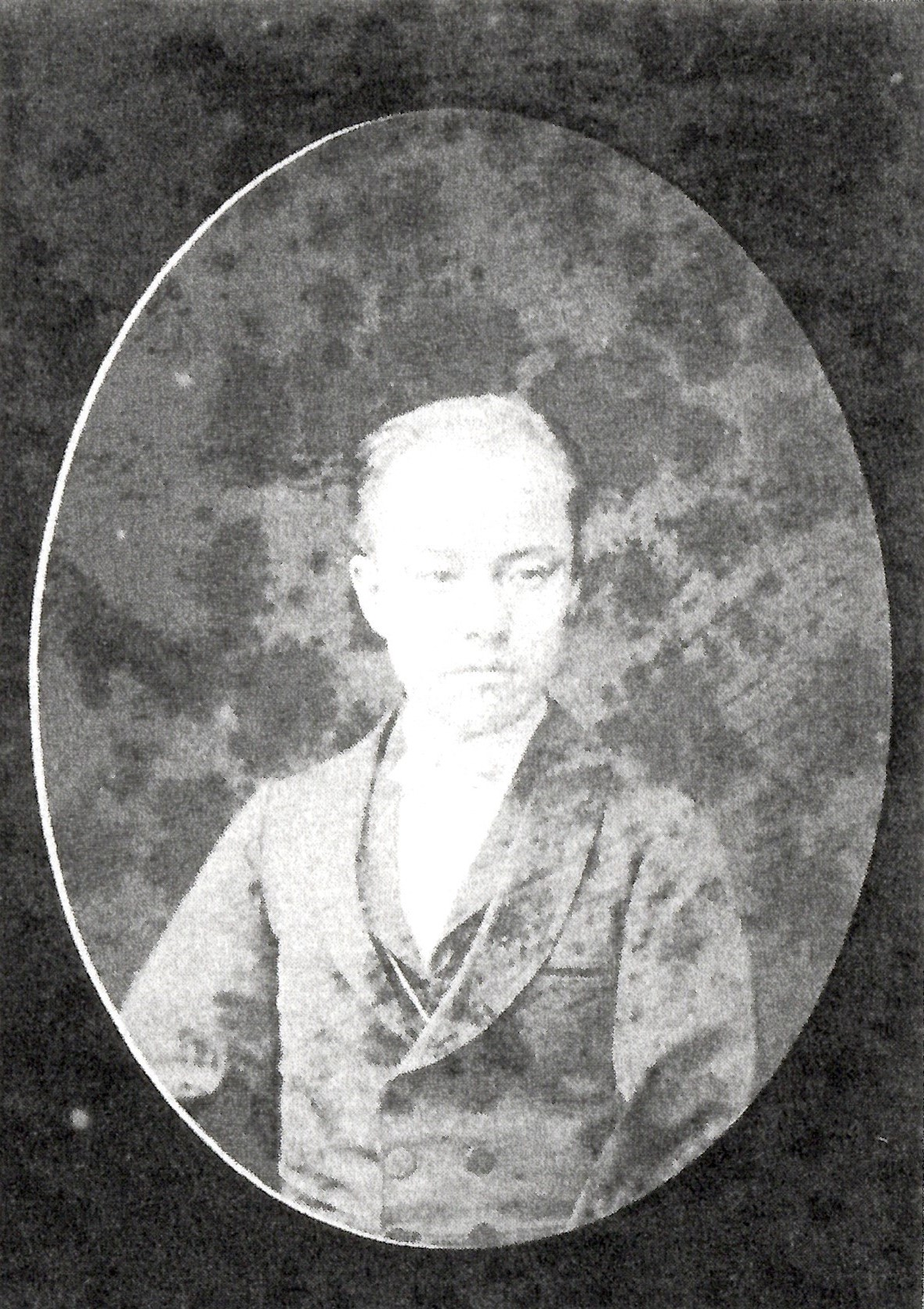
酒井忠経

酒井 忠経（さかい ただつね、嘉永元年8月29日（1848年9月26日） - 明治17年（1884年）12月5日）は、江戸時代末期の大名、明治前期の日本の華族。
越前敦賀藩の第8代（最後）の藩主、初代（最後）知藩事、若狭国小浜藩第2代知藩事を務めた。

## 経歴
忠稠系小浜藩酒井家別家8代。第7代藩主・酒井忠毗の四男。正室は板倉勝顕の娘。継室は斉藤桜門の娘。子は酒井忠亮（長男）、娘（上杉熊松室）。官位は従五位下、右京亮。
慶応3年（1867年）6月17日、佐幕派の立場に苦しんだ父の隠退により家督を継ぐ。翌年の戊辰戦争では本家の小浜藩が幕府側に与したのに対して、忠経は父と180度方向を転換して新政府側に与した。
明治元年（1868年）6月、朝廷伺候のため訪れた京都において、藩士5人が家老の野口文太夫らを殺害する事件が発生した（鞠山騒動）。野口が忠経を若年と侮り、専横の振る舞いがあったためという。
明治2年（1869年）、版籍奉還により知藩事となるとともに華族に列する。明治3年（1870年）5月、敦賀藩を鞠山藩と改称した。
同年9月、小浜藩との合併に伴って鞠山藩は廃藩になるが、小浜藩知事である本家筋の酒井忠禄から藩知事の地位を譲られる。翌年7月の廃藩置県で廃藩となった。明治17年（1884年）12月5日、37歳で死去した。

## 系譜
父母
- 酒井忠毗（父）
- 酒井洛子 ー 酒井忠方の娘（母）

正室、継室
- 板倉禎 ー 板倉勝顕の娘（正室）
- 斉藤倭文 ー 斉藤桜門の娘（継室）

子女
- 酒井忠亮（長男）生母は禎（正室）
- 酒井定 ー 上杉熊松夫人